# Syngnathoides biaculeatus
Syngnathoides biaculeatus és una espècie de peix de la família dels singnàtids i de l'ordre dels singnatiformes.

## Morfologia
- Els mascles poden assolir 29 cm de longitud total.[1]

## Reproducció
És ovovivípar i el mascle transporta els ous en una bossa ventral, la qual es troba a sota de la cua.

## Hàbitat
És un peix marí de clima tropical i associat als esculls de corall.

## Distribució geogràfica
Es troba des del Mar Roig i Knysna (Sud-àfrica) fins a Samoa, el sud del Japó i Nova Gal·les del Sud.

## Observacions
És emprat en la medicina tradicional xinesa. i ha estat criat en captivitat